# Джабраилов, Рустам (культурист)
Руста́м Джабраи́лов (род. 18 июня 1974, Наурский район, Чечено-Ингушская АССР) — российский чеченский культурист, чемпион России, Европы и мира, мастер спорта России международного класса.

## Биография
Родился 18 июня 1974 года. С детства занимался борьбой, боксом, карате. Поступил в Чеченский государственный педагогический институт. В 1993 году увлёкся бодибилдингом.
В 1995 году, в связи с начавшейся первой чеченской войной, переехал в Москву. В столице познакомился с тренером Михаилом Головнёвым, который предложил ему участвовать в чемпионате Москвы. Имея всего несколько недель на подготовку, Джабраилов, тем не менее, занял на соревнованиях 4-е место. После окончания боевых действий в Чечне Рустам в 1996 году вернулся на родину.
В 2000 году вернулся в Москву и стал побеждать на престижных соревнованиях. За 2003-2004 годы завоевал все титулы любительского бодибилдинга федерации IFBB — стал чемпионом Москвы, России, Европы и, наконец, в ноябре 2004 года — чемпионом мира. Такая скорость прогресса настолько уникальна, что жюри московского чемпионата мира наградило его «Призом прогресса».
После завершения карьеры вернулся в Грозный, открыл магазин спортивного питания.

## Спортивные результаты
2001 год
- Кубок Москвы — 4-е место;
- Кубок России — 3-е место;
- чемпионат Москвы — 3-е место;
- чемпионат России — 1-е место;
- чемпионат Юга России — 1-е место.

2002 год
- Кубок Москвы — 2-е место;
- Кубок России — 1-е место;
- Чемпионат Москвы — 2-е место;
- Чемпионат России — 1-е место;
- Чемпионат Европы — 2-е место.

2003 год
- Кубок России — 1-е место;
- Чемпионат России — 1-е место;
- Чемпионат Европы — 1-е место.

2004 год
- Кубок Москвы — 1-е место;
- Чемпионат России — 1-е место;
- Чемпионат Европы — 1-е место.
- Чемпионат мира — 1-е место.